# North Carolina State University
 North Carolina State University er et delstatsejet universitet i Raleigh i delstaten North Carolina i USA. Det blev oprettet i 1887, og fokuserede på landbrugsfag, ingeniørfag og uddannelse til tekstilindustrien. I dag har universitetet et meget bredt studieprogram, inklusive studier i meteorologi, skovbrugsfag, veterinærmedicin, socialøkonomi, design og læreruddannelse. Studierne går til doktorgradsniveau.
Ved universitetet var der 31 130 studerende og 1 845 videnskabeligt ansatte i 2006.
Universitetet har deres egen kernefysiske forskningsreaktor – Pulstar2 – og et biblioteksystem med 3,53 millioner titler og 54 000 magasinabonnementer.